# Piasutno
Piasutno (deutsch Piassutten, 1938 bis 1945 Seenwalde) ist ein Dorf in der polnischen Woiwodschaft Ermland-Masuren. Es gehört zur Gmina Świętajno (Landgemeinde Schwentainen, 1938 bis 1945 Altkirchen (Ostpr.)) im Powiat Szczycieński (Kreis Ortelsburg).

## Geographische Lage
Piasutno liegt am Südufer des Piassutter Sees (auch: Dorfsee, polnisch Jezioro Piasutno) in der südlichen Mitte der Woiwodschaft Ermland-Masuren, 15 Kilometer östlich der Kreisstadt Szczytno (deutsch Ortelsburg).

## Geschichte
Piassutten wurde 1678 vom Großen Kurfürsten gegründet. Am 30. März 1678 erhielt  der Schulze von Marxöwen (1938 bis 1945 Markshöfen, polnisch Marksewo) Friedrich Speck „einen wüst ausgebrannten Ort, worauf das Holz teils erfroren, teils durch das Budenwerk verarbeitet, zur Anlegung eines Schatulldorfes“. 1788 wurden die Vermögensumstände der dann 50 Schatullwirte als „schlecht“ bezeichnet. Diesem Zustand konnte erst nach mehr als hundert Jahren abgeholfen werden.
Die Gemeinde Piassutten, zu der im Laufe der Jahre die Abbaue Wyrog (1938 bis 1945 Neuseenwalde, polnisch Wyrok), Bergfelde und Lonk (1938 bis 1945 Kleinseenwalde, polnisch Łęg) kamen, wurde 1874 in den neu errichteten Amtsbezirk Schwentainen (polnisch Świętajno) eingegliedert, der – 1938 in „Amtsbezirk Altkirchen (Ostpr.)“ umbenannt – bis 1945 bestand und zum ostpreußischen Kreis Ortelsburg gehörte.
988 Einwohner waren im Jahre 1910 in Piassutten gemeldet, im Jahre 1933 waren es 949. Aufgrund der Bestimmungen des Versailler Vertrags stimmte die Bevölkerung in den Volksabstimmungen in Ost- und Westpreussen am 11. Juli 1920 über die weitere staatliche Zugehörigkeit zu Ostpreußen (und damit zu Deutschland) oder den Anschluss an Polen ab. In Piassutten stimmten 757 Einwohner für den Verbleib bei Ostpreußen, auf Polen entfiel eine Stimme.
Am 3. Juni – amtlich bestätigt am 16. Juli – 1938 wurde Piassutten aus politisch-ideologischen Gründen der Abwehr fremdländisch klingender Ortsnamen in „Seenwalde“ umbenannt. Die Einwohnerzahl belief sich 1939 auf 911.
Als 1945 in Kriegsfolge das gesamte südliche Ostpreußen an Polen überstellt wurde, war auch Seenwalde davon betroffen. Das Dorf erhielt die polnische Namensform „Piasutno“ und ist heute – mit dem Sitz eines Schulzenamtes (polnisch Sołectwo) – eine Ortschaft im Verbund der Gmina Świętajno (Schwentainen, 1938 bis 1945 Altkirchen (Ostpr.)) im Powiat Szczycieński (Kreis Ortelsburg), bis 1998 der Woiwodschaft Olsztyn, seither der Woiwodschaft Ermland-Masuren zugehörig. In dem Dorf, das 2011 insgesamt 407 Einwohner zählte, stehen noch viele Holzhäuser aus der ersten Hälfte des 20. Jahrhunderts.

## Kirche
Bis 1945 war Piassutten resp. Seenwalde in die evangelische Kirche Klein Jerutten in der Kirchenprovinz Ostpreußen der Kirche der Altpreußischen Union sowie in die römisch-katholische Kirche Ortelsburg im Bistum Ermland eingepfarrt. Heute gehört Piasutno katholischerseits zur St.-Maximilian-Kolbe-Kirche Jerutki im Erzbistum Ermland. Die evangelischen Einwohner orientieren sich zur Kirche Szczytno in der Diözese Masuren der Evangelisch-Augsburgischen Kirche in Polen.

## Schule
Der Unterricht wurde 1880 in einem Holzgebäude erteilt. Im Jahre 1894 wurde ein neues, heute noch erhaltenes Backsteingebäude errichtet – ein für damalige Verhältnisse sehr moderner dreigeschossiger Bau. Es gab drei Lehrerstellen.
Im Jahre 1930 richteten Polen im Abbau Lonk eine Minderheitenschule ein, in der Jerzy Lanc aus Kostkowice im Teschener Schlesien ab 1931 als Lehrer unterrichtete. Es kam zu Spannungen zwischen Deutschen und Polen, die zwar durch Eingreifen der Regierung in Allenstein beendet werden konnten, aber nicht den – vielleicht sogar gewaltsamen – Tod von Jerzy Lanc verhinderten. Er wurde am 1. März 1932 in seiner Wohnung tot aufgefunden. Im Jahre 2019 wurde an dem damaligen Schulgebäude in Lonk (polnisch Łęg) eine Erinnerungstafel an ihn angebracht.

## Verkehr
Piasutno liegt an einer Nebenstraße, die Świętajno (Powiat Szczycieński) mit Powałczyn (Powalczin, 1938 bis 1945 Schönhöhe) und auch Marksewo (Marxöwen, 1938 bis 1945 Markshöfen) an der Landesstraße 58 verbindet. Aus dem Nachbarort Kobiel (Kobiel, 1938 bis 1945 Seeblick) führt ein Landweg nach Piasutno.